# Roma in fiamme
Roma in fiamme (Rome's Sacred Flame) è un romanzo storico di Robert Fabbri, ed è l'ottavo capitolo della saga Il destino dell'imperatore, che ha come protagonista Tito Flavio Vespasiano. Uscito per la prima volta nel 2018, è stato poi pubblicato in Italia l'anno seguente. La trama verte sul grande incendio che devastò Roma nel 64 d.C., da qui il titolo, e dell'inizio delle persecuzioni dei cristiani.

## Trama
Vespasiano è appena diventato governatore della provincia d'Africa, e Nerone, il folle imperatore dal temperamento imprevedibile, lo ha incaricato di partire con una spedizione formata dai suoi uomini più fidati nel remoto regno dei Garamanti e liberare duecento cittadini romani ora resi schiavi. Lì, Vespasiano, che spera in un rapido successo e ritorno a Roma, scopre che l'intera popolazione di schiavi è sull'orlo della rivolta: non ci sono eserciti a controllare i tumulti, ed è solo questione di tempo prima che la situazione degeneri nel caos. Vespasiano è dunque costretto a fuggire con i suoi uomini e i suoi prigionieri liberati nel deserto, incalzati dai ribelli, dalla sete e dalla stanchezza. Come se non bastasse, le stravaganze dell'imperatore Nerone a Roma destano grande preoccupazione, tanto che non solo i senatori temono per la propria vita, ma persino quelli che più stanno vicino a Nerone cominciano a complottare contro di lui. Per salvare il suo regno, Nerone pianifica un sanguinario progetto, per elevarsi a salvatore della città e mostrare al popolo i suoi nemici come criminali assetati di potere. Vespasiano, pur desiderando sbarazzarsi della dinastia imperiale per liberare Roma dalla sua follia e dai suoi eccessi, aiuta Nerone e si libera di alcuni vecchi nemici. Alla fine si ritroverà a capo di un esercito, consapevole che la resa dei conti tra lui e l'imperatore si sta avvicinando sempre più.
Il libro è diviso in un prologo, ambientato a Roma nel 63 d.C., e di quattro parti, più l'Epilogo:
1. Garama, dicembre del 63 d.C.
2. Roma, giugno del 64 d.C.
3. Terme di Cotilia, aprile del 65 d.C.
4. Roma, aprile del 65 d.C.
5. Epilogo, Tracia, aprile del 67 d.C.

## Personaggi
- Vespasiano: protagonista della serie. In questo romanzo è inizialmente governatore dell'Africa Latina; alla fine viene nominato governatore della Siria e comandante dell'esercito romano incaricato di reprimere la rivolta giudaica.
- Sabino: fratello di Vespasiano e prefetto Urbano di Roma.
- Gaio Vespasio Pollone: zio materno dei protagonisti e senatore romano. Muore suicida sul finire del romanzo, vittima di un errore del nipote Vespasiano.
- Flavia: moglie di Vespasiano e madre dei suoi figli, Tito, Diocleziano (futuri imperatori) e Flavia minore. Muore nel penultimo atto del libro per mano dello Storpio.
- Tito: figlio di Vespasiano e futuro imperatore. Diventa questore e combatterà spesso al fianco del padre.
- Magno: capo della Fratellanza dei Crocevia, amico e alleato di Vespasiano.
- Hormus: ex-schiavo di origine armena di Vespasiano, reso liberto nel libro precedente.
- Corbulone: generale e politico romano, è amico di Vespasiano, ma ha rapporti poco positivi con il di lui amico di sempre Magno. Stavolta, egli e Vespasiano sono consuoceri, perché i loro figli stanno per sposarsi. In questo romanzo, dopo essersi distinto nella guerra contro i Parti e dopo aver suscitato la gelosia dell'imperatore Nerone, viene indotto da quest'ultimo al suicidio. La sua ingiusta fine sprona Vespasiano a iniziare a tramare seriamente per conquistare il trono imperiale.
- Cenis: Amante di Vespasiano.
- Nerone: imperatore di Roma, figlio di Agrippina e figlio adottivo del suo predecessore Claudio. In questo romanzo da inizio alle persecuzioni contro i cristiani, in seguito al grande incendio che devasta la città nel 64 d.C.
- Seneca: principale consigliere dell'imperatore Nerone. Muore suicida perché coinvolto in una congiura di palazzo.
- Poppea: amante e poi seconda moglie di Nerone, e donna manipolatrice; in questo romanzo, però, l'imperatore si sbarazza di lei uccidendola.
- Izebbiudjen: ciambellano di Nayram dei Garamanti, che lui definisce "Sua Eminentissima Maestà, il Signore dei Mille Pozzi".
- Nayram: sovrano dei Garamanti. La sua politica assolutista provocherà una tremenda e fatale rivolta di schiavi.
- Lo Storpio: è in realtà lo stesso ragazzino crocifisso nei primi capitoli del primo libro, ma nel penultimo atto si scopre che venne salvato dal padre. Provoca la morte di Flavia e tenta di uccidere Domiziano. Ritiratosi, catturerà poi Vespasiano e Magno e tenterà di farli crocifiggere, ma viene sconfitto da Tito che lo metterà definitivamente sulla croce.

## Edizioni
- Robert Fabbri, Roma in fiamme, traduzione di Rosa Prencipe, Newton Compton, 10 gennaio 2019,  p. 373, ISBN 978-88-227-2548-6.
- Robert Fabbri, Roma in fiamme, traduzione di Rosa Prencipe, n. 193, Gli Insuperabili GOLD, Newton Compton, gennaio 2020,  p. 373, ISBN 978-88-227-3749-6.